# Roche Caiman
Roche Caiman é um distrito de Seicheles localizada na região central da Ilha de Mahé com 1.547 km² de área. 
Em 2021 a população foi estimada em 2,952 habitantes com uma densidade de 1,908/km², já de acordo com o censo de 2010 a população é de 3,232 habitantes com 1,357 sendo homens e 1,875 mulheres.